# Matetićevi dani
Matetićevi dani, bijenalna kulturna manifestacija posvećena čakavskoj riječi i istarsko-primorskom glazbenom izričaju; posebnu pažnju Matetićevi dani poklanjaju zborskim skladbama nadahnutim istarsko-primorskim melosom. Umjetnički je voditelj manifestacije Dušan Prašelj. 
Organizator je Ustanova »Ivan Matetić Ronjgov« (do 1994. Kulturno-prosvjetno društvo »Ivan Matetić Ronjgov«). 
Manifestacija obuhvaća koncerte pjevačkih zborova i vokalnih sastava, koji se najčešće održavaju u Pomorskom i povijesnom muzeju Hrvatskoga primorja u Rijeci. Nastupaju većinom sastavi iz Istre i Hrvatskoga primorja, ali i iz čitave Hrvatske te inozemstva.

## Povijest
Priredba je utemeljena 1980. godine, u povodu proslave 100. obljetnice rođenja Ivana Matetića Ronjgova.  To je bijenalna manifestacija koja je izrasla iz nastojanja đaka i suradnika Ivana Matetića Ronjgova (1880. – 1960.) za uspostavljanjem čvrste i razgranate vertikale iz temelja svakovrsne ostavštine, kako su ga nazivali, hrvatskoga Kodálya. Ronjgov je svoj život u potpunosti bio posvetio istraživanju i proučavanju izvorne glazbe, usko usmjerivši rad na Istru i Primorje, koje je, što sâm, što u društvu Dušana Prašelja (koji to i danas čini), propješačio mnogo puta, uvijek iznova tražeći i zapisujući napjeve koji su se, u manjim ili većim tragovima, još bili zadržali među starijim pučanstvom. Ono u čemu su Matetićevi dani, odnosno Ustanova »Ivan Matetić Ronjgov« (kao središnja institucija) doista uspjeli, i što je najdragocjenije nasljeđe Ronjgovljeva rada, jest prijenos njegova aktivnog zanimanja na mlade ljude, što je jedini način stvarnoga nastavljanja tradicija i osvještavanja vlastitih korijena kao duboko kvalitativne kategorije. Tome danas sigurno pridonosi i svjetski trend etno-glazbe, ali definitivno nije riječ samo o modi. Na Krku se, primjerice, održavaju sopačke škole i tečajevi plesa, ali zanimljivo je da, dok u sviranju i plesu mladi polaznici polučuju i relativno brze i dobre rezultate, pri pjevanju ipak dolazi do većih problema. Oblikovanje istarske ljestvice, karakterističnog i prepoznatljivog niza, Matetićev je najvažniji prinos glazbenoj struci. U vlastitom je pak skladateljskom radu principe i načine pristupa i primjene izvornog idioma i dalje razvijao. U tom su mu radu bili vrlo bliski kolege i vjerni suradnici, posebno Slavko Zlatić i Josip Kaplan, a na tom je tragu nastao i opus mnogih drugih hrvatskih skladatelja (Županović, Njirić, Milotti, Cosetto, Prašelj...).

### 11. Matetićevi dani
Matetićevi dani ove su godine (1. – 4. lipnja 2000.) bili posvećeni i obljetnicama Matka Brajše Rašana, Slavka Zlatića (manifestacija je otvorena točno na dan njegova rođenja) te Josipa Kaplana, o čemu je održan skup Pogovor o obljetničarima, na kojemu su sudjelovali muzikolozi L. Ruck, M. Veljović, Arnea Kamenarović, B. Jovančević, Lj. Žic-Marić, D. Grgurić i N. Leverić, a na svečanom su koncertu bila izvedena i njihova djela u izvedbi Mješovitog i muškog zbora HRT-a pod ravnanjem Dušana Prašelja. Objavljen je i zbornik s prepiskom između Ronjgova i Franje Dugana st., S. Zlatića i D. Fia, a izdano je i Matetićevih jedanaest klavirskih minijatura. Praizvedena su zborska djela S. Drakulić, N. Milottia, B. Okmace, T. Uhlika, B. Starca i D. Prašelja, a izvelo ih je nekoliko kvalitetnih zborova (Roženice, Grič, Lira, Jeka Primorja, R. O. Z. Ivan Matetić Ronjgov).

### 14. Matetićevi dani
Na programu 14. Matetićevih dana bile su dvije koncertne večeri: Večer primorskih skladatelja (djela Josipa Kaplana, Roberta Hallera, Davida Stefanuttija, Ljube Kuntarića i Dušana Prašelja) i Koncert glazbenih škola Ivana Matetića Ronjgova. Koncertnim izvedbama prethodio je (7. – 8. travnja 2006.) seminar za učenike i nastavnike glazbenih škola na teme: Autohtoni glazbeni izraz gornjeg Jadrana, Josip Kalpan - život i stvaralaštvo, Život i stvaralaštvo Ivana Matetića Ronjgova.

### 15. Matetičićevi dani
Petnaesti Matetićevi dani bili su posvećeni skladatelju, dirigentu i zborovođi,  Emilu Cossettu (Trst, 1918. - Zagreb, 2006.), u povodu 90. obljetnice njegova rođenja.
U sklopu manifestacije održao se i simpozij pod nazivom Pogovor o Emilu Cossettu, posvećen životu i radu Emila Cossetta.

### 17. Matetićevi dani
Sedamnaesti Matetićevi dani (17. – 19. travnja 2012.) posvećeni su dvjema značajnim obljetnicama: 110. obljetnici rođenja skladatelja Tihomila Vidošića i 100. obljetnici rođenja skladateljice Ivane Lang.